# Regionalwahl in Molise 2023
Die Regionalwahl in Molise 2023 fand am 25. und 26. Juni statt; der Regionalrat und der Präsident der relativ kleinen Region Molise an der mittleren Adriaküste wurden gleichzeitig gewählt.

## Wahlergebnis
| Kandidaten                                      | Kandidaten               | Stimmen | %    | Listen                    | Stimmen | %    | Mandate |
| ----------------------------------------------- | ------------------------ | ------- | ---- | ------------------------- | ------- | ---- | ------- |
|                                                 | Francesco Robertigewählt | 94.770  | 62,2 | Fratelli d’Italia         | 26.649  | 18,8 | 4       |
| Forza Italia                                    | Francesco Robertigewählt | 94.770  | 62,2 | 16.924                    | 12,0    | 3    |         |
| Il Molise che Vogliamo                          | Francesco Robertigewählt | 94.770  | 62,2 | 13.971                    | 9,9     | 2    |         |
| Roberti Presidente – Noi Moderati               | Francesco Robertigewählt | 94.770  | 62,2 | 10.582                    | 7,5     | 2    |         |
| Popolari per il Molise                          | Francesco Robertigewählt | 94.770  | 62,2 | 9.666                     | 6,8     | 1    |         |
| Lega Salvini Premier                            | Francesco Robertigewählt | 94.770  | 62,2 | 8.481                     | 6,0     | 1    |         |
| Unione di Centro – DC – NdC                     | Francesco Robertigewählt | 94.770  | 62,2 | 5.005                     | 3,5     | –    |         |
| ↳ Gesamt                                        | Francesco Robertigewählt | 94.770  | 62,2 | 91.278                    | 64,5    | 13   |         |
|                                                 | Roberto Gravina          | 55.308  | 36,3 | Partito Democratico       | 17.031  | 12,0 | 3       |
| Movimento 5 Stelle                              | Roberto Gravina          | 55.308  | 36,3 | 10.044                    | 7,1     | 2    |         |
| Costruire Democrazia                            | Roberto Gravina          | 55.308  | 36,3 | 8.105                     | 5,7     | 1    |         |
| Alleanza Verdi e Sinistra – Equità Territoriale | Roberto Gravina          | 55.308  | 36,3 | 6.742                     | 4,8     | –    |         |
| Gravina Presidente – Progresso Molise           | Roberto Gravina          | 55.308  | 36,3 | 5.928                     | 4,2     | –    |         |
| Molise Democratico e Socialista (MDS – PSI)     | Roberto Gravina          | 55.308  | 36,3 | 1.086                     | 0,8     | –    |         |
| Nicht gewählte Direktkandidat                   | Roberto Gravina          | 55.308  | 36,3 | –                         | –       | 1    |         |
| ↳ Gesamt                                        | Roberto Gravina          | 55.308  | 36,3 | 48.936                    | 34,6    | 7    |         |
|                                                 | Emilio Izzo              | 2.191   | 1,4  | Io non Voto i Soliti Noti | 1.197   | 0,8  | –       |
| Gesamt                                          | Gesamt                   | 152.269 | 100  |                           | 141.411 | 100  | 20      |